# Mattia Preti
Mattia Preti o Matías Pretti (Taverna, 24 de febrero de 1613 - La Valeta, 3 de enero de 1699) fue un pintor del barroco italiano que trabajó en Italia y en Malta. 

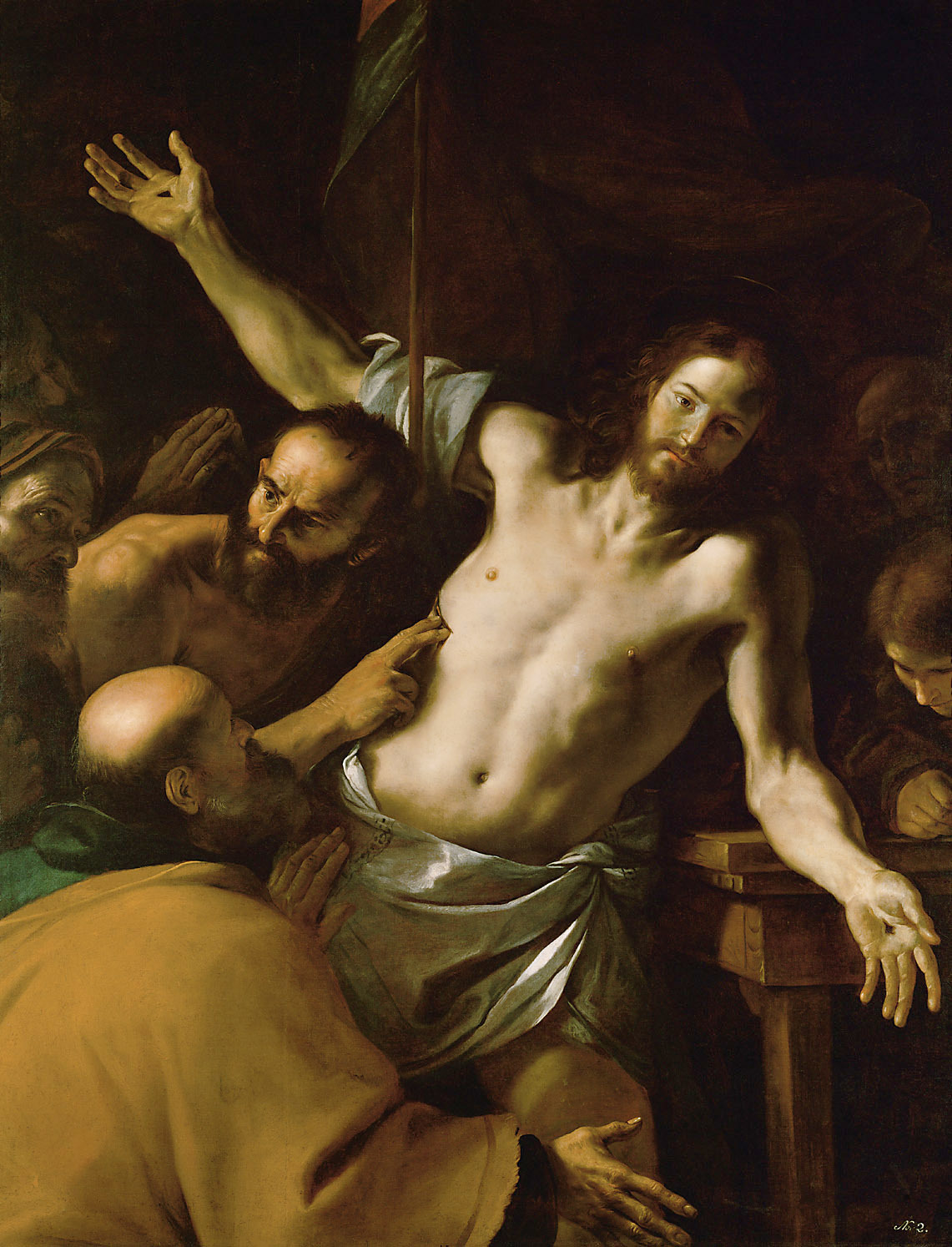
La incredulidad de Santo Tomás.
Museo de Historia del Arte de Viena.

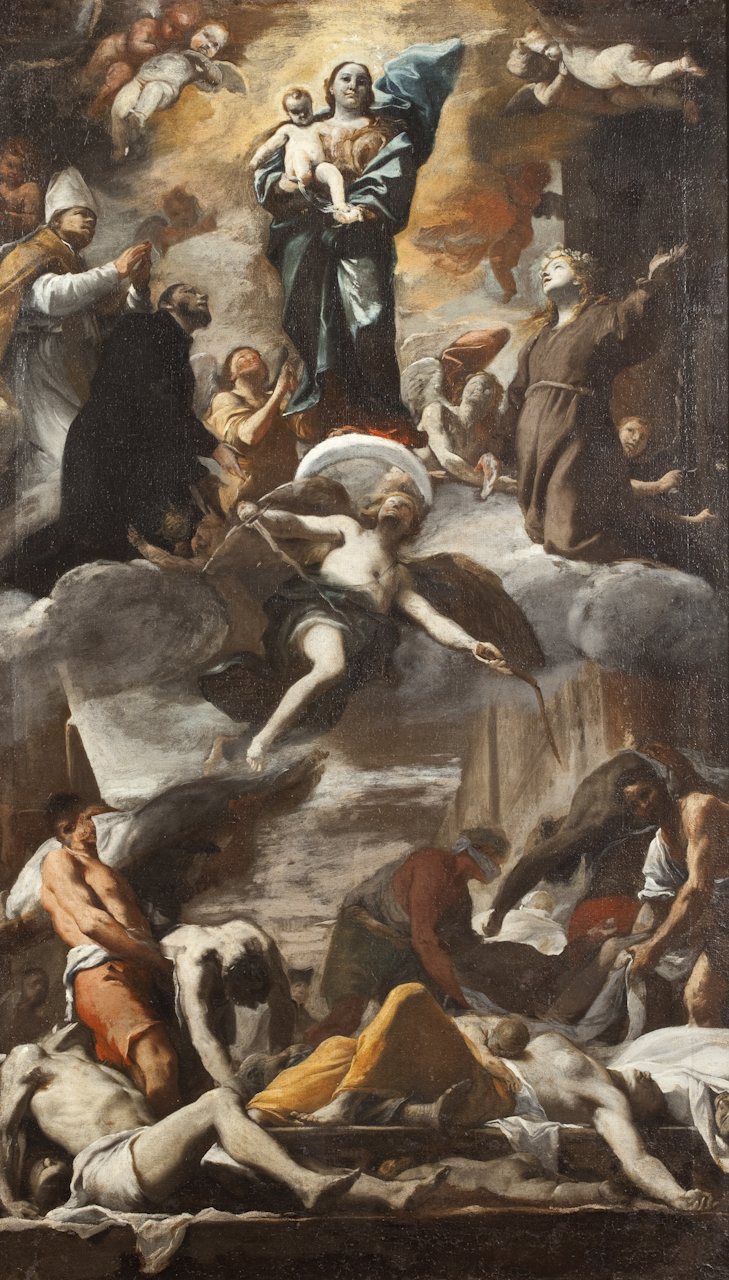
Esbozo para La peste, 1656, óleo sobre lienzo, 129 × 77 cm, Museo de Capodimonte, Nápoles.

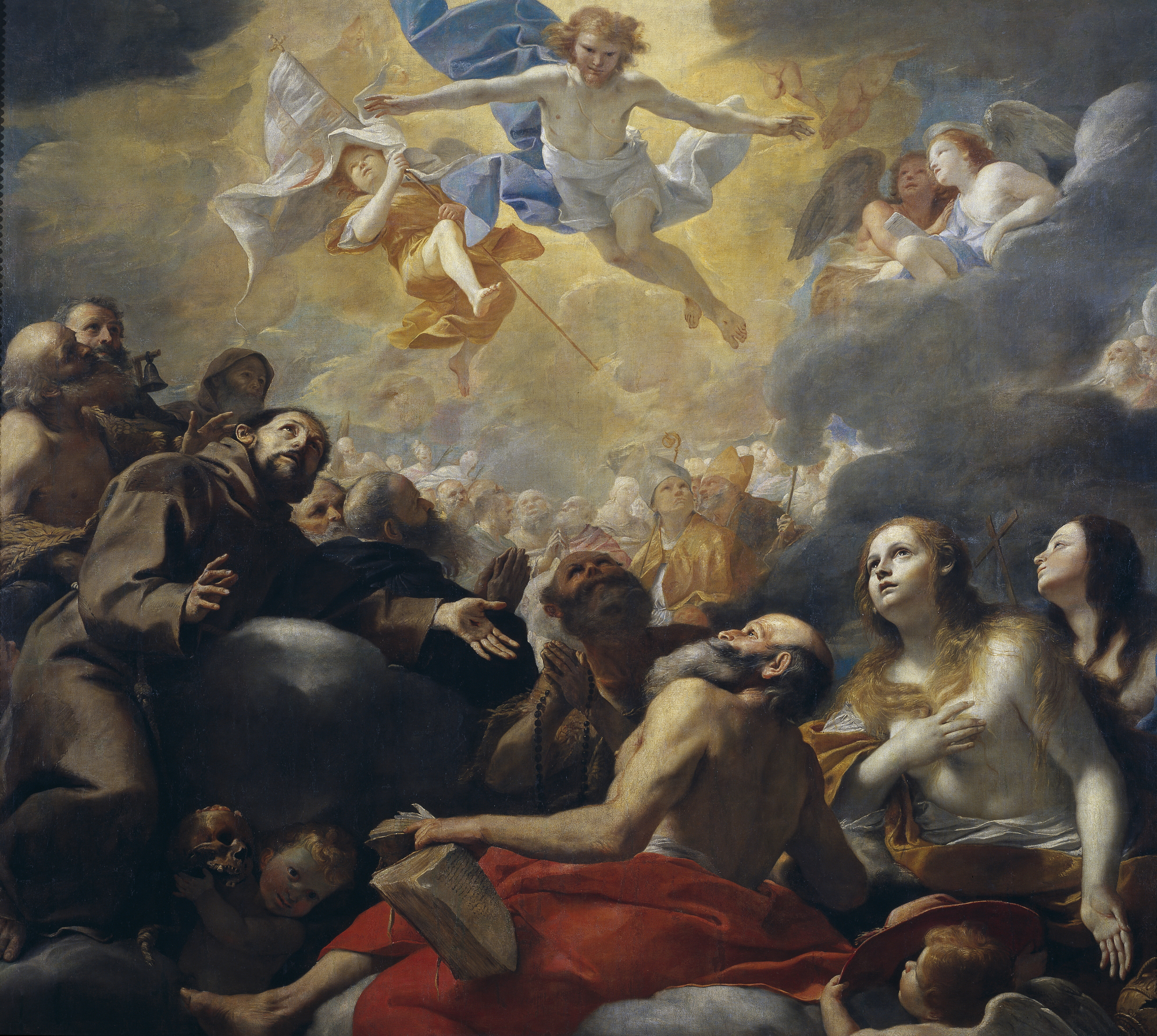
Cristo en gloria con santos, 1660-1661, óleo sobre lienzo, 220 × 253 cm, Museo del Prado, Madrid.

## Biografía
Natural de la ciudad de Taverna, en Calabria, en su época fue conocido como il Cavaliere Calabrese (el Caballero de Calabria). Puede ser que aprendiera a pintar en estilo caravagista gracias a Giovanni Battista Caracciolo, lo que explica el interés que Preti tuvo toda su vida por la pintura de Caravaggio. 
Probablemente antes de 1630, Preti se juntó con su hermano Gregorio Preti (también pintor) en Roma, en donde se familiarizó con las técnicas de Caravaggio y su escuela, así como con la obra del Guercino, Rubens, Reni, Giovanni Lanfranco y el Veronés. En Roma pintó ciclos de frescos para las iglesias de San Andrés della Valle y de San Carlo ai Catinari. Es probable que entre 1644 y 1646 residiera en Venecia, pero su centro de trabajo siguió siendo Roma hasta 1653, cuando marchó a Nápoles, aunque regresaría a Roma en 1660-61. Pintó frescos para la iglesia de San Biago (San Blas) en Modena (h. 1651-2). Junto con los pintores Mola, Dughet, Francesco Cozza, Tassi (il Cortonese), y Courtois (Guglielmo Cortese) trabajó en las pinturas al fresco del Palacio Pamphili, en Valmontone (documentado 1660-61), . 
Trabajó en Nápoles casi todo el tiempo entre 1653 y 1660. Allí la obra del otro gran pintor napolitano de la época, Luca Giordano, influyó decisivamente en Preti. De entonces es su San Sebastián, conservado hoy en el Museo de Capodimonte. Entre las grandes obras de Preti destaca la serie de grandes frescos pintados sobre las siete puertas de la ciudad, hoy perdidos por los estragos del tiempo. Representaban a la Virgen y los santos salvando al pueblo de la peste. Se conservan dos bocetos en el Museo de Capodimonte de Nápoles. El bozzeto de la Virgen con el Niño Jesús sobre los agonizantes y sus lugares de enterramiento se asemeja a un Juicio Final presidido por una mujer. El salario que recibió Preti por esta obra fue de 1.500 ducados. Preti también obtuvo el encargo de supervisar la construcción, tallado y dorado de la nave y el transepto de San Pietro a Maiella. 
Habiendo sido nombrado Caballero de la Gracia en la Orden de San Juan, en 1659 visitó el cuartel general de la orden en Malta, en donde pasó la mayor parte del resto de su vida. Preti transformó el interior de la concatedral de San Juan en La Valeta con una gran serie de cuadros sobre la vida y el martirio de San Juan Bautista (1661-1666). En Malta también diseño la iglesia de Sarria, y decoró el interior. 
La carrera de Preti fue larga y su producción artística abundante. Su fama se extendió más allá de Italia y recibió encargos de toda Europa. Sus pinturas, representativas del exuberante estilo del último barroco, se conservan en grandes museos, además de en colecciones importantes de Nápoles, La Valeta, Sevilla y de su ciudad natal, Taverna. Antiguas fuentes coinciden en abundar sobre los trabajos que realizaría para patronos españoles, y se especula incluso sobre un posible viaje a España que no se ha documentado.

## Obras de Matías Pretti
Entre otras:
- La incredulidad de Santo Tomás. Museo de Historia del Arte de Viena.
- Esbozo para La peste, 1656, Pintura al óleo sobre lienzo, 129 × 77 cm, Museo de Capodimonte, Nápoles.
- Cristo en gloria con santos, 1660-1661, óleo sobre lienzo, 220 × 253 cm, Museo del Prado, Madrid.[8]
- El agua de la roca, óleo sobre lienzo, 176 x 209 cm, Museo del Prado, Madrid.[9]
- Retrato ecuestre de San Jorge, Con-Catedral de San Juan, La Valletta.
- Las bodas de Caná, National Gallery, Londres.
- El martirio de San Bartolomé, Nápoles, hacia 1650. A inicios del siglo XIX donada por Francisco I de las Dos Sicilias a la Basilica of St. Joseph Proto-Cathedral, Bardstown, Kentucky (EE. UU.).
- El Concierto, Museo del Hermitage, San Petersburgo (Rusia).
- Cristo morto o Cristo deposto, Museo regionale di Messina.
- Vanitas, óleo sobre tela, 93×63 cm, Florencia, Uffizi.
- Ritorno del figliol prodigo (1658) - Palacio Real de Nápoles.
- Fuga di Enea da Troia, hacia 1630 - Galleria Nazionale d'Arte Antica, Roma.
- San Pablo ermitaño (1660) - Museo Nacional de Arte de Cataluña (MNAC)
- Cristo resucitado en el cenáculo, 1699. Óleo 149x203 - Museo de Bellas Artes de Sevilla, España.

## Galería

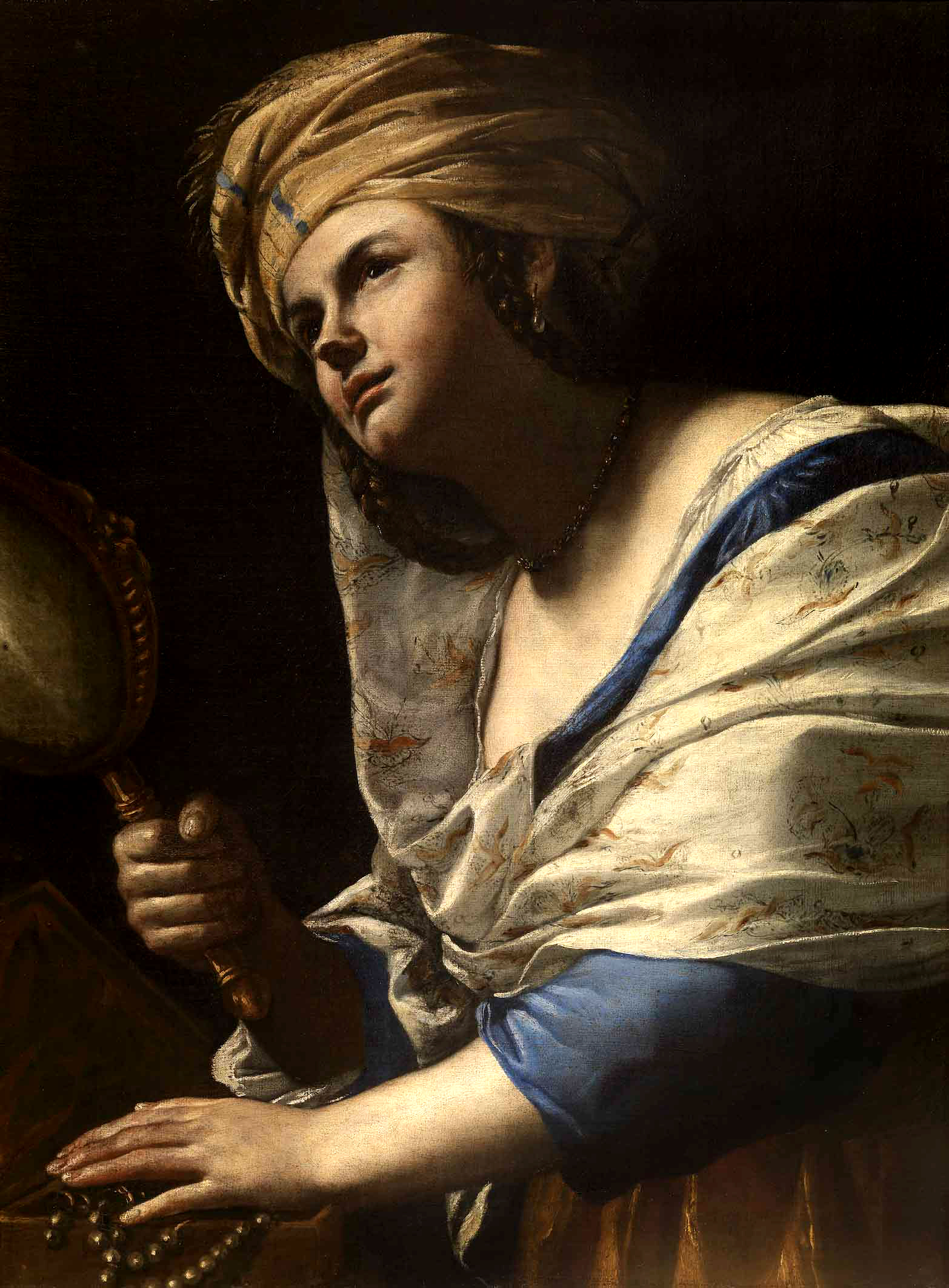
La Vanidad, 1650-1651, Galería Uffizi, Florencia
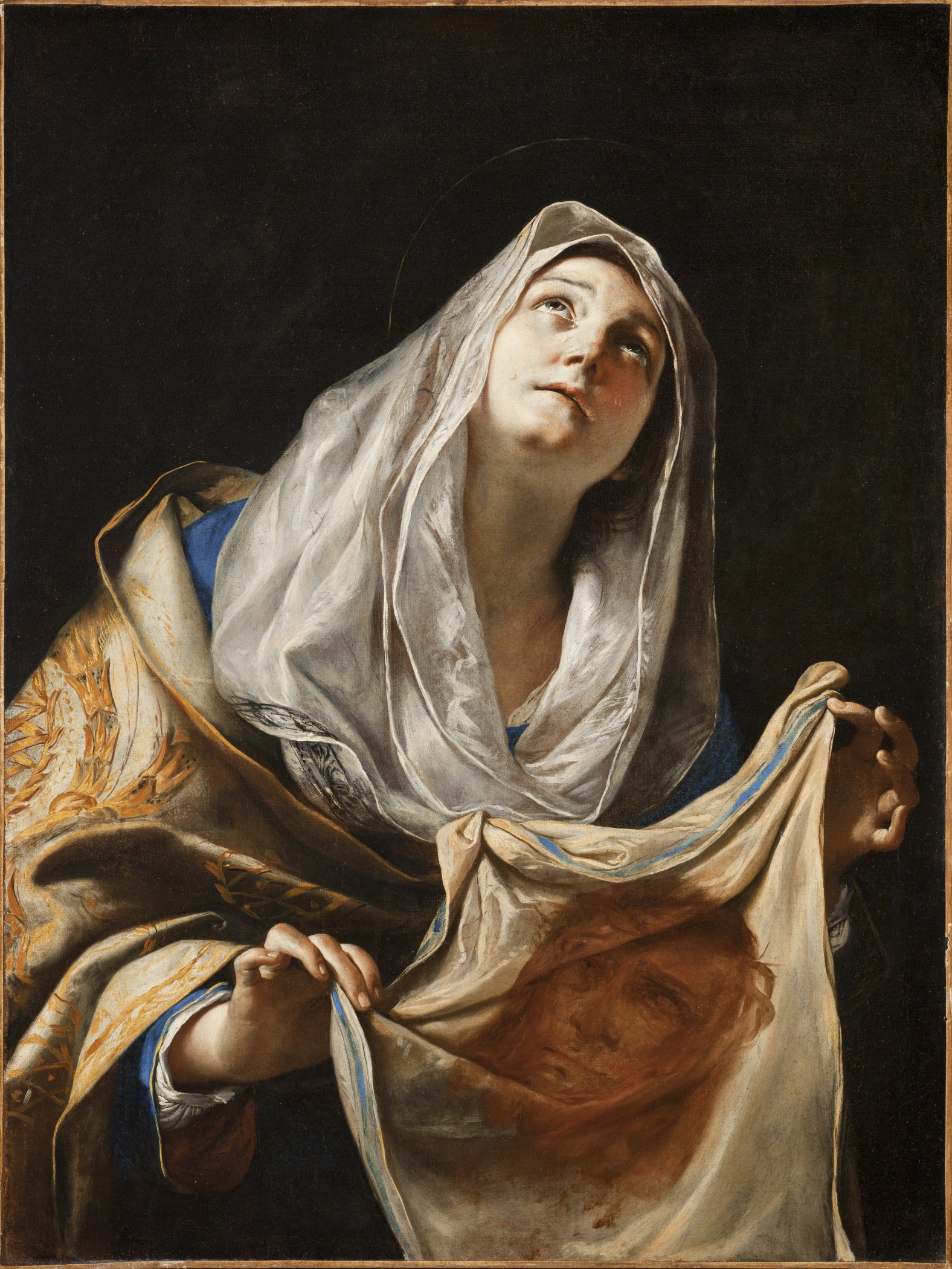
Santa Verónica con el velo, 1655-1660, Museo de Arte del Condado de Los Ángeles
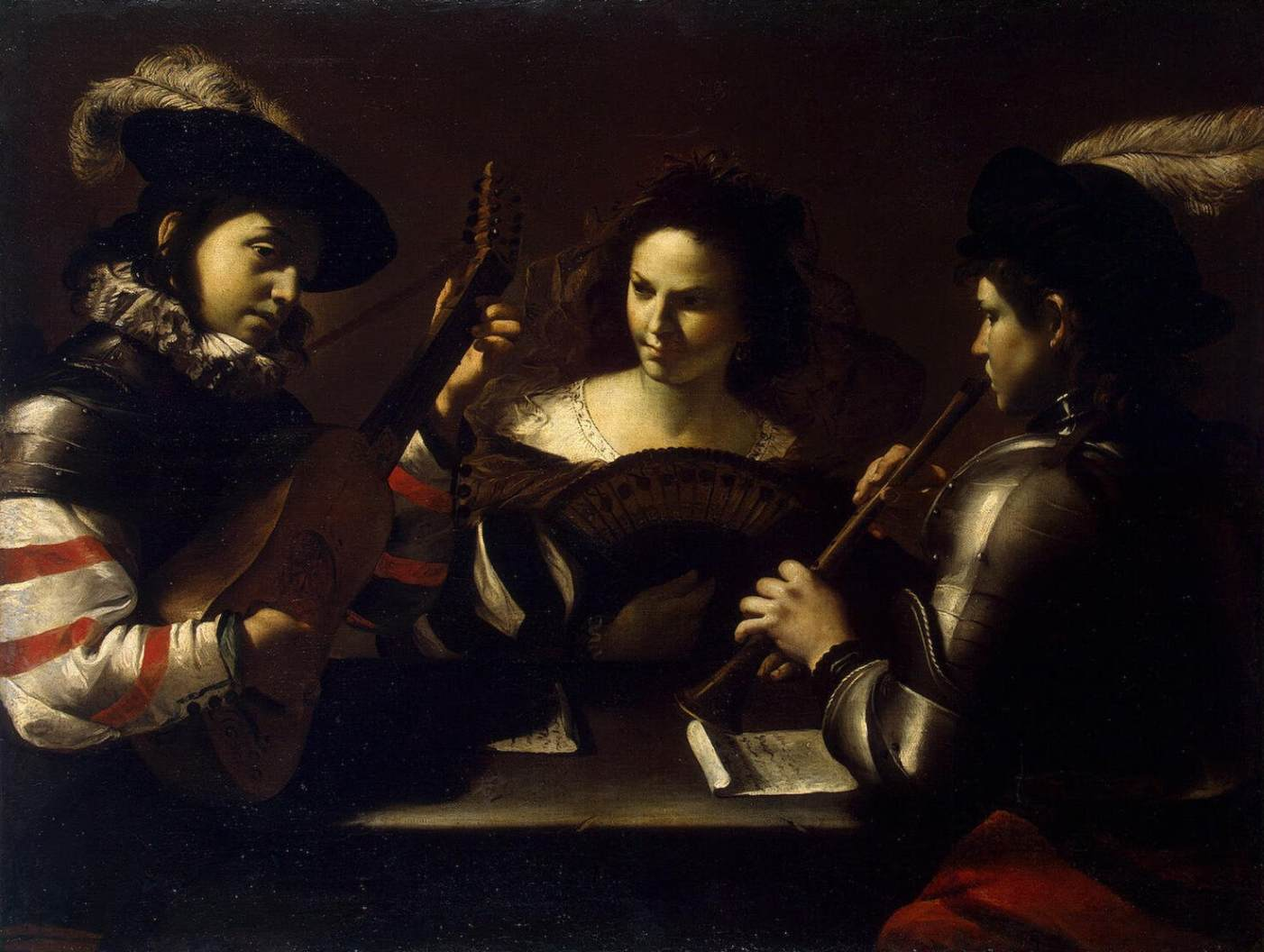
El concierto, 1630, Museo del Hermitage, San Petersburgo
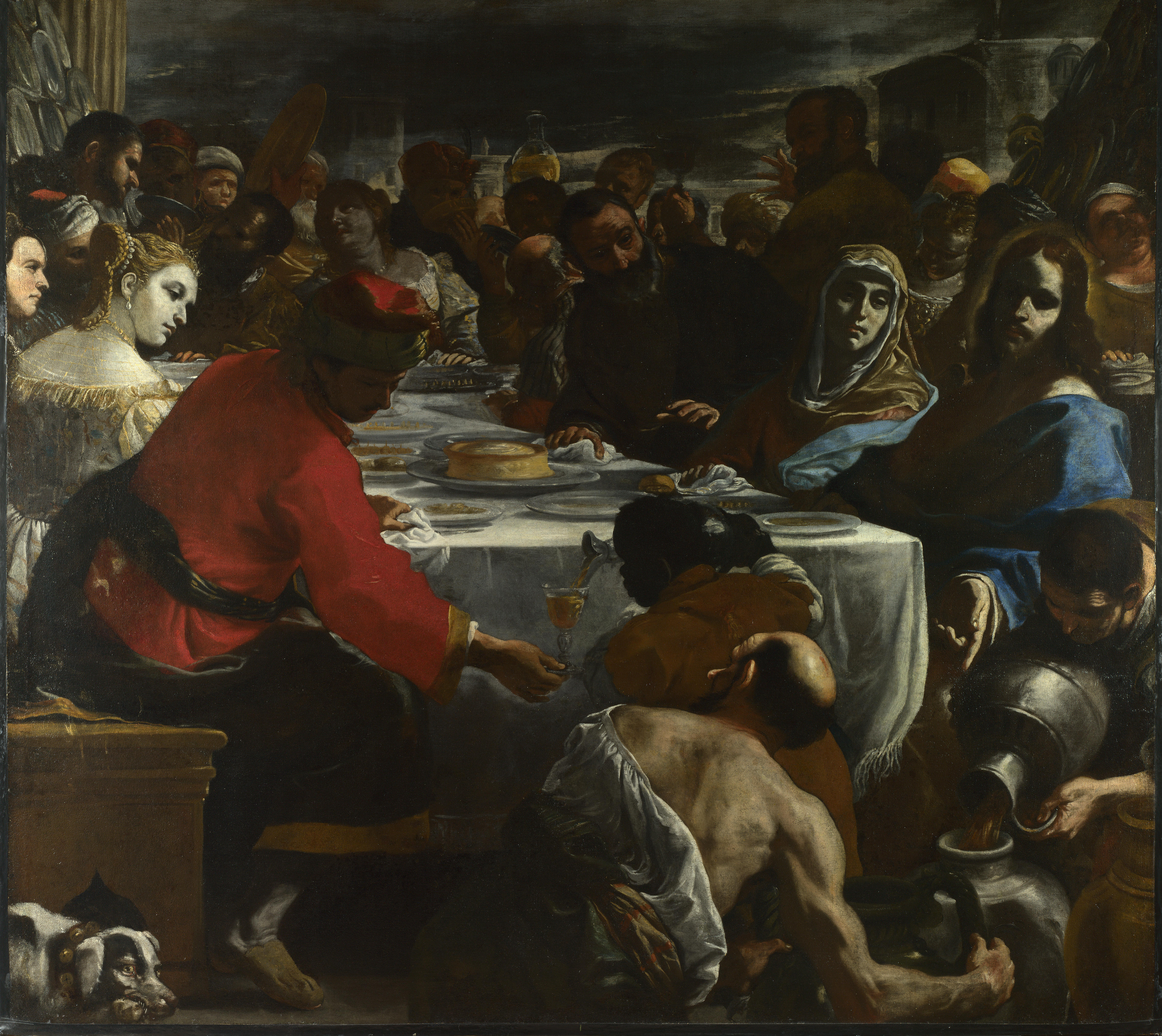
Las bodas de Cana, 1655, The National Gallery, Londres
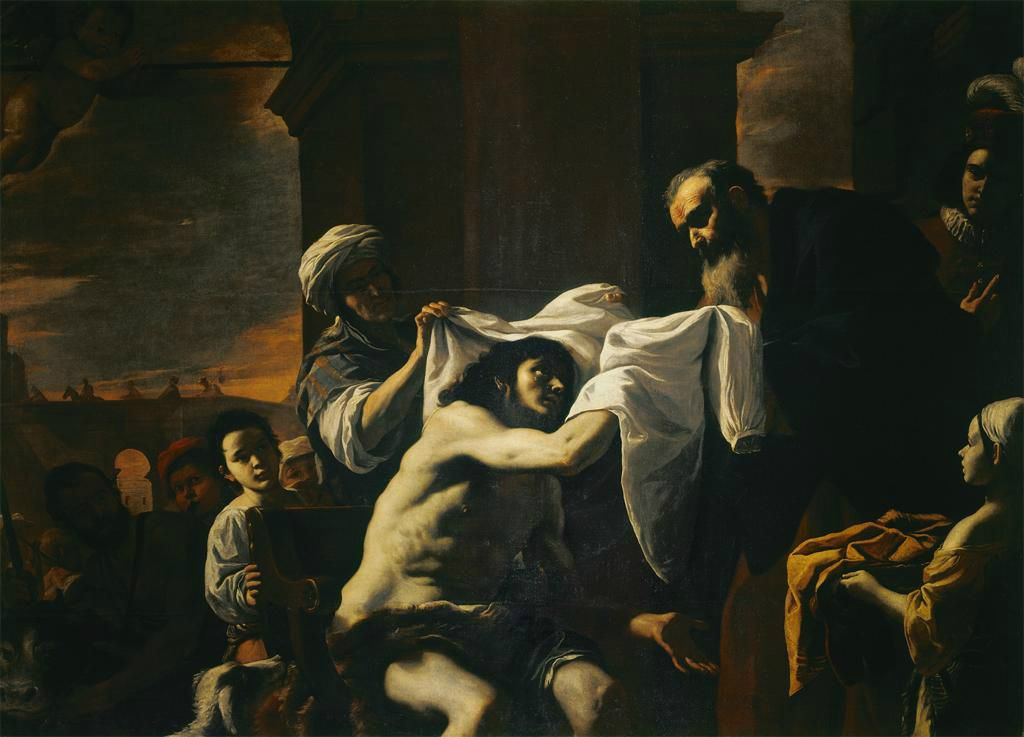
Retorno del hijo pródigo, 1658, Palacio Real de Nápoles
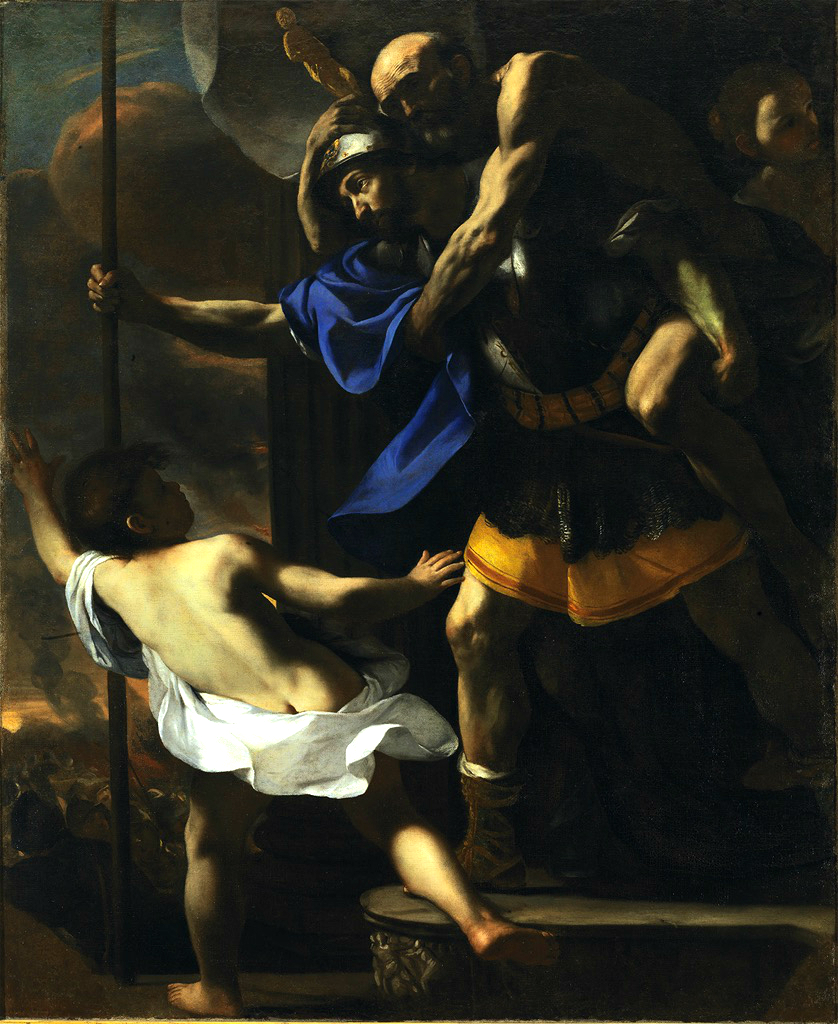
Fuga de Eneas de Troya, 1630, Galería Nacional de Arte Antiguo, Roma
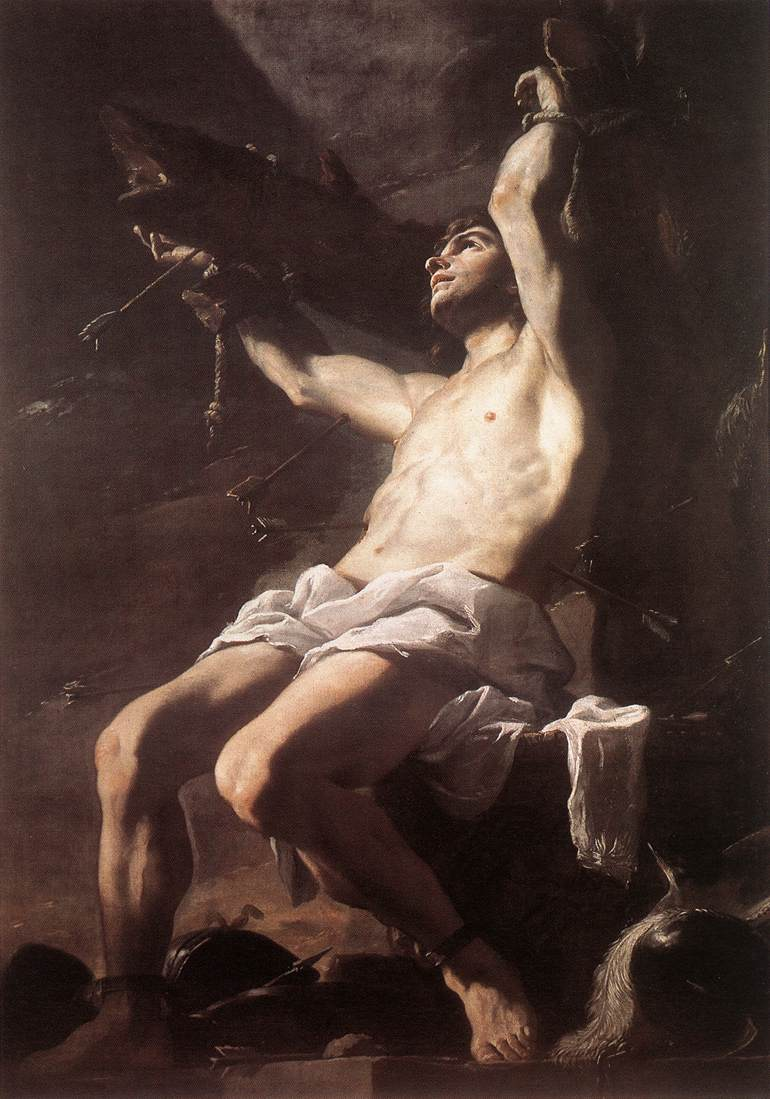
San Sebastian, 1660, Museo Nacional de Capodimonte, Nápoles
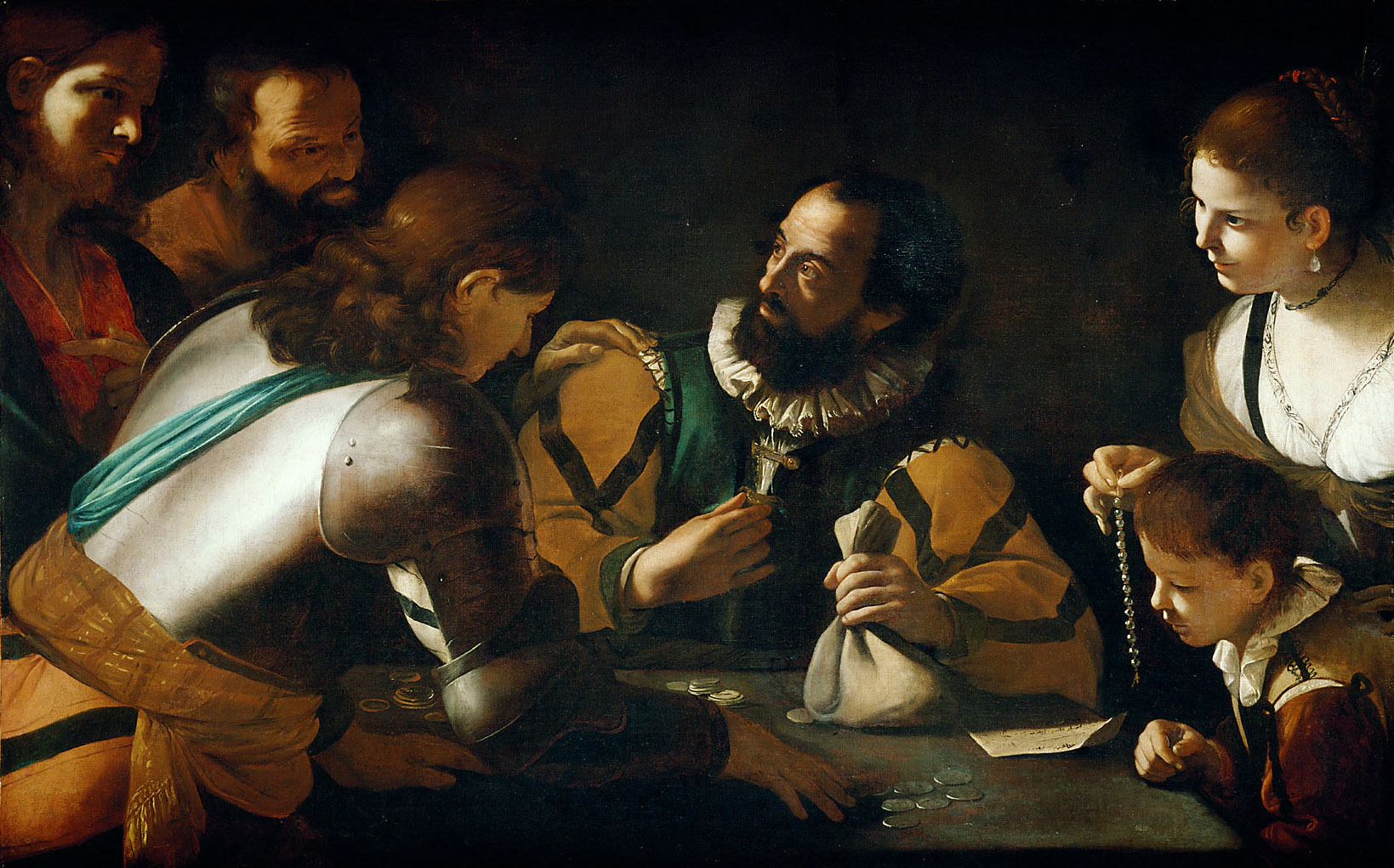
Llamando al apóstol Mateo, 1630-1640, Museo de Historia del Arte de Viena
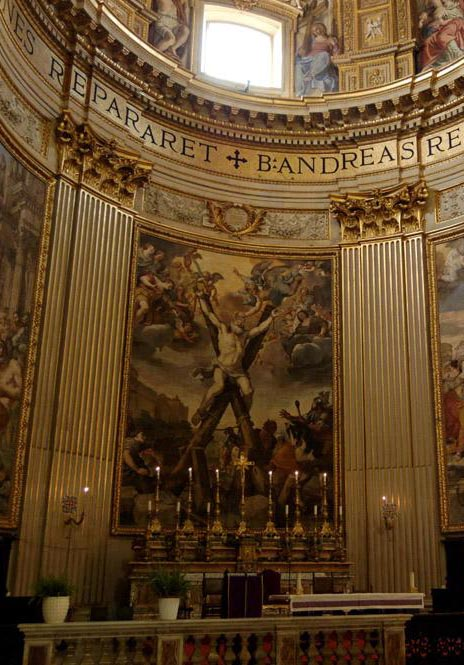
Crucifixión de San Andrés, fresco central del Altar Mayor, Basílica de Sant'Andrea della Valle, Roma
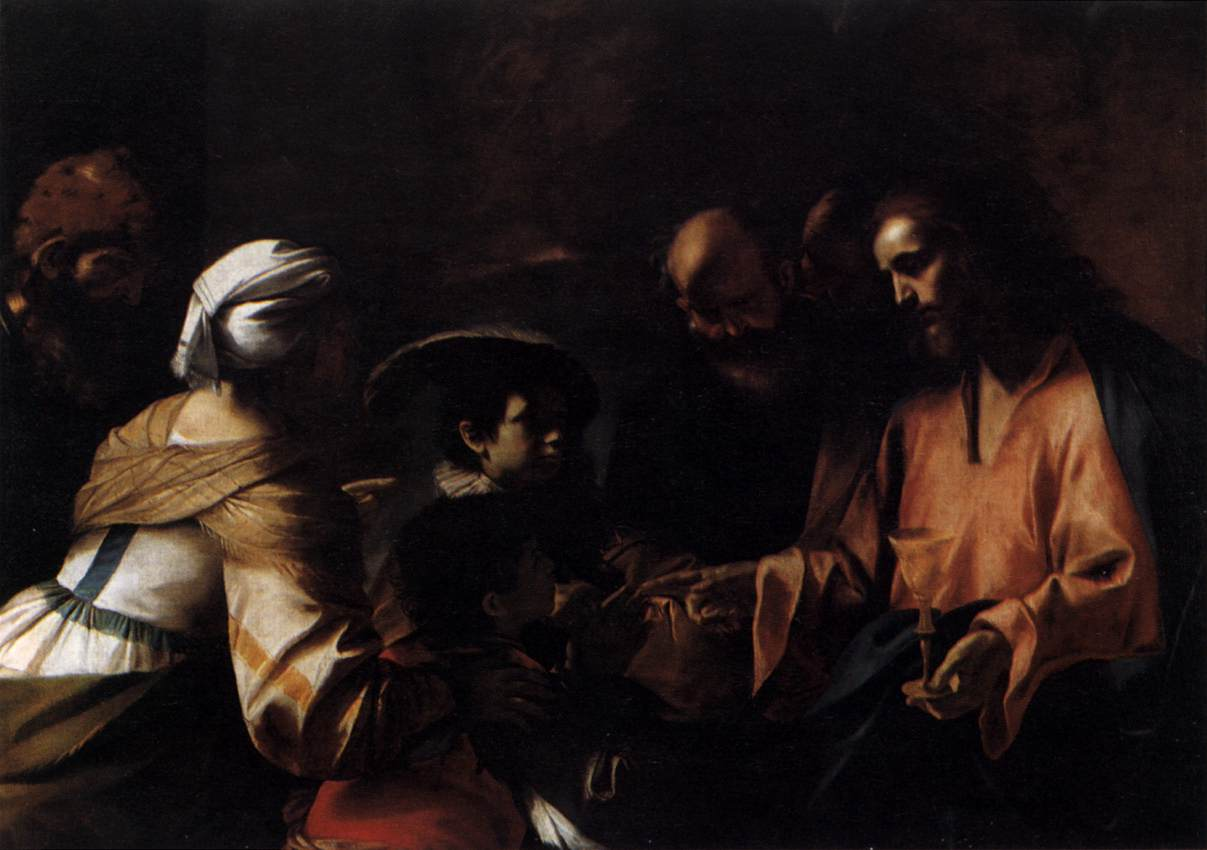
Una madre que confía a sus hijos a Cristo, 1636-1644, Pinacoteca de Brera, Milán
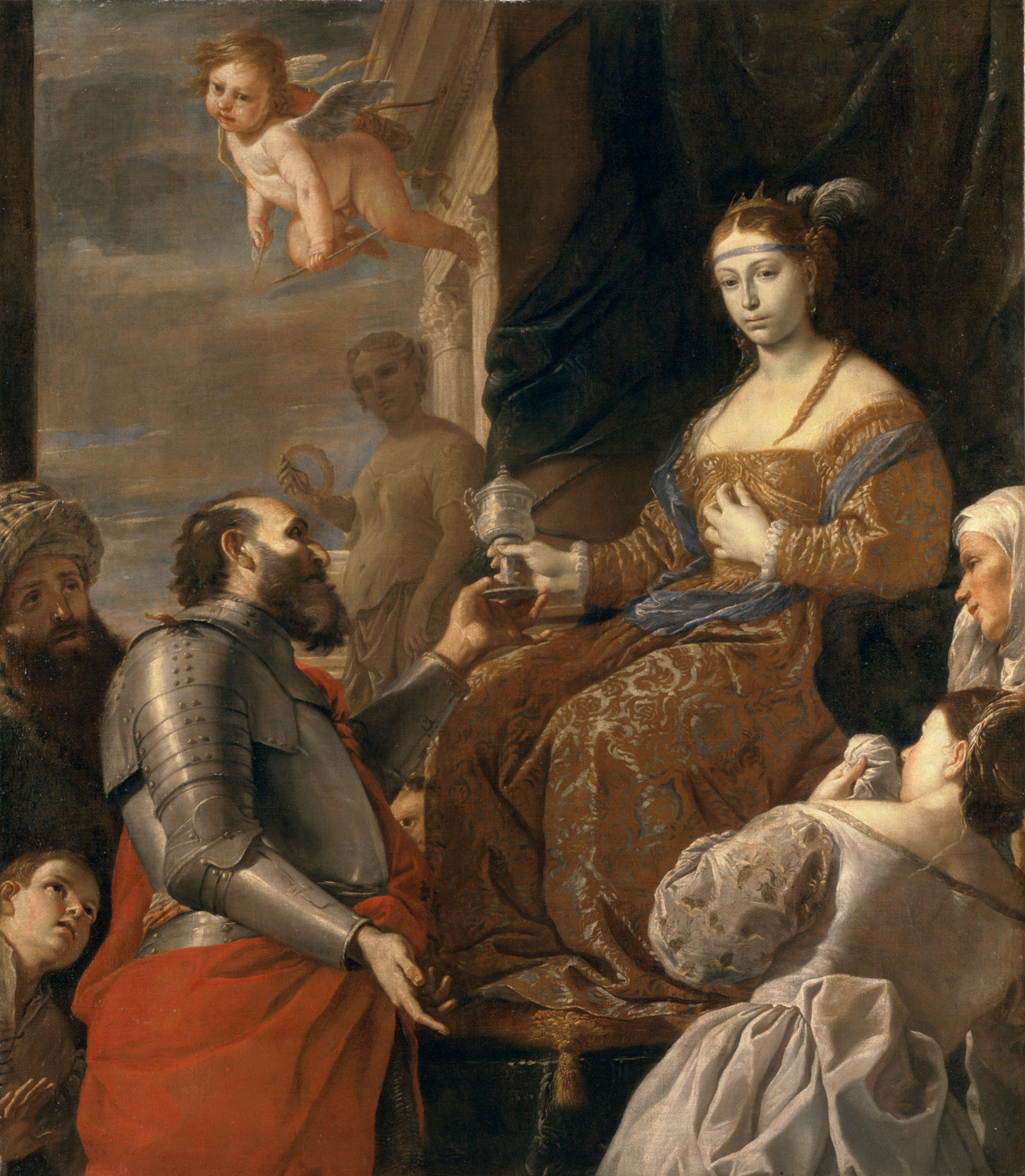
La muerte de Sophonisba, 1660-1670, Museo de Bellas Artes de Lyon
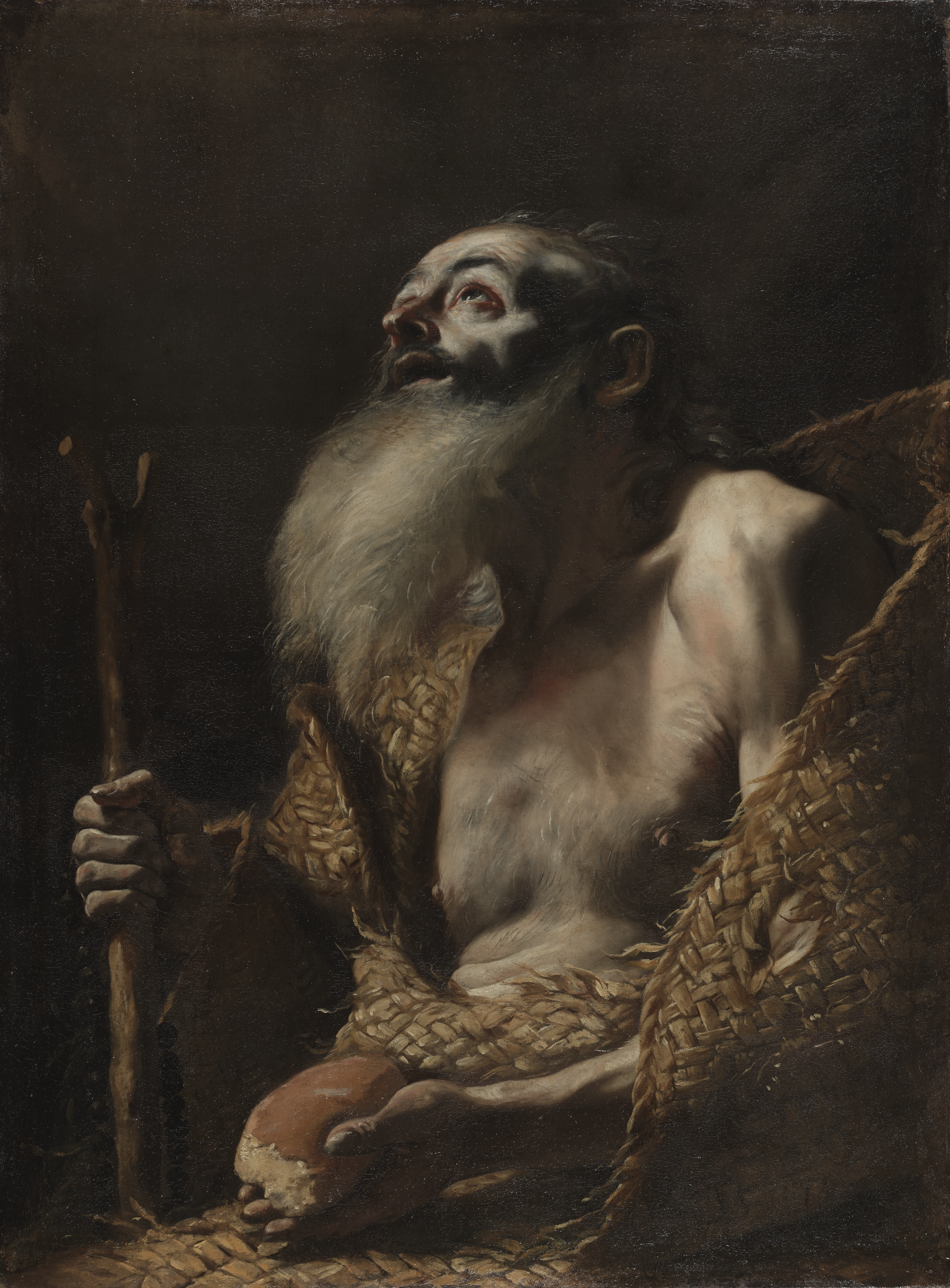
San Pablo Ermitaño, 1662-1664, Museo de Arte de Cleveland
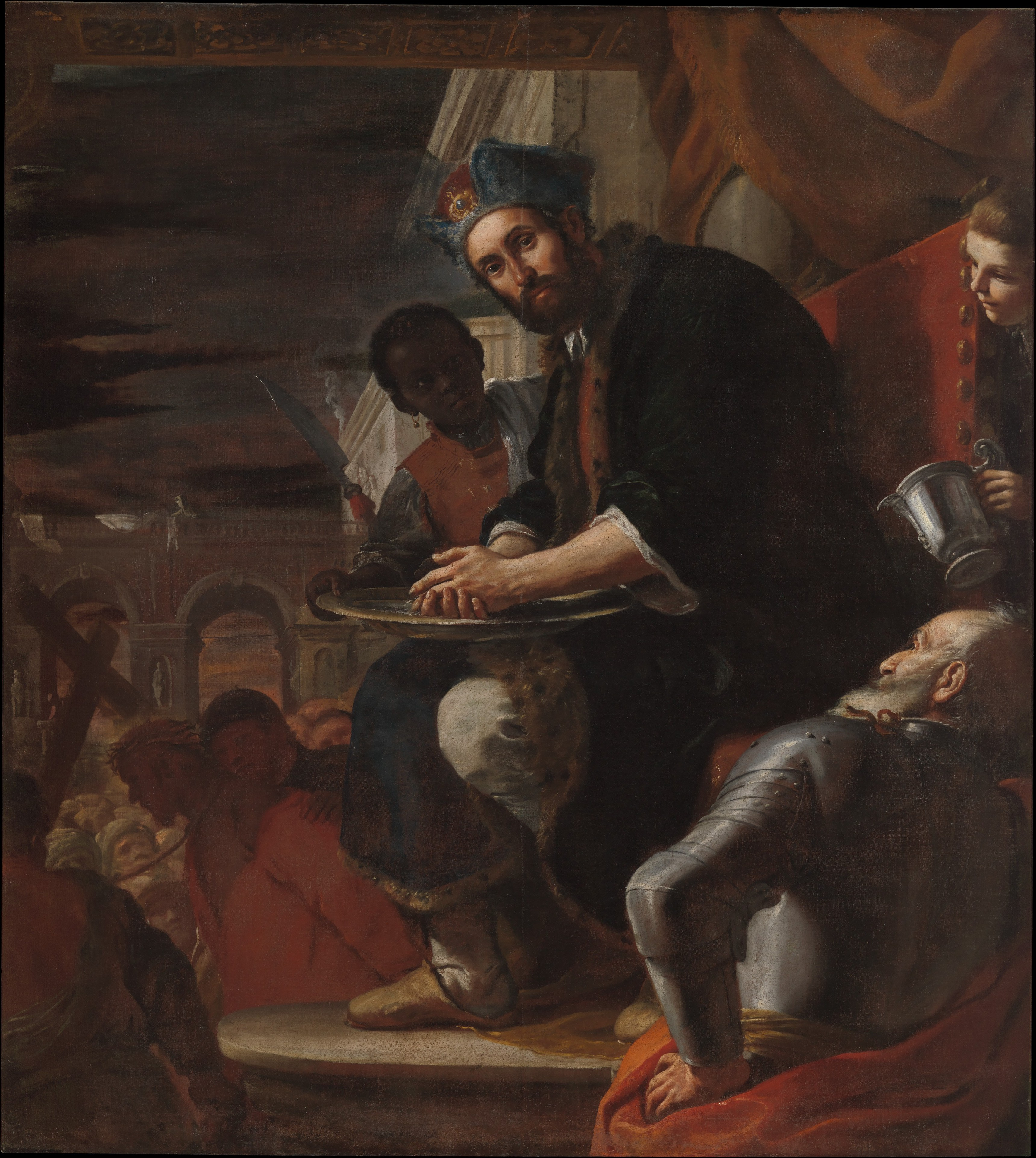
Pilato se lava las manos, 1663, Museo Metropolitano de Arte, Nueva York
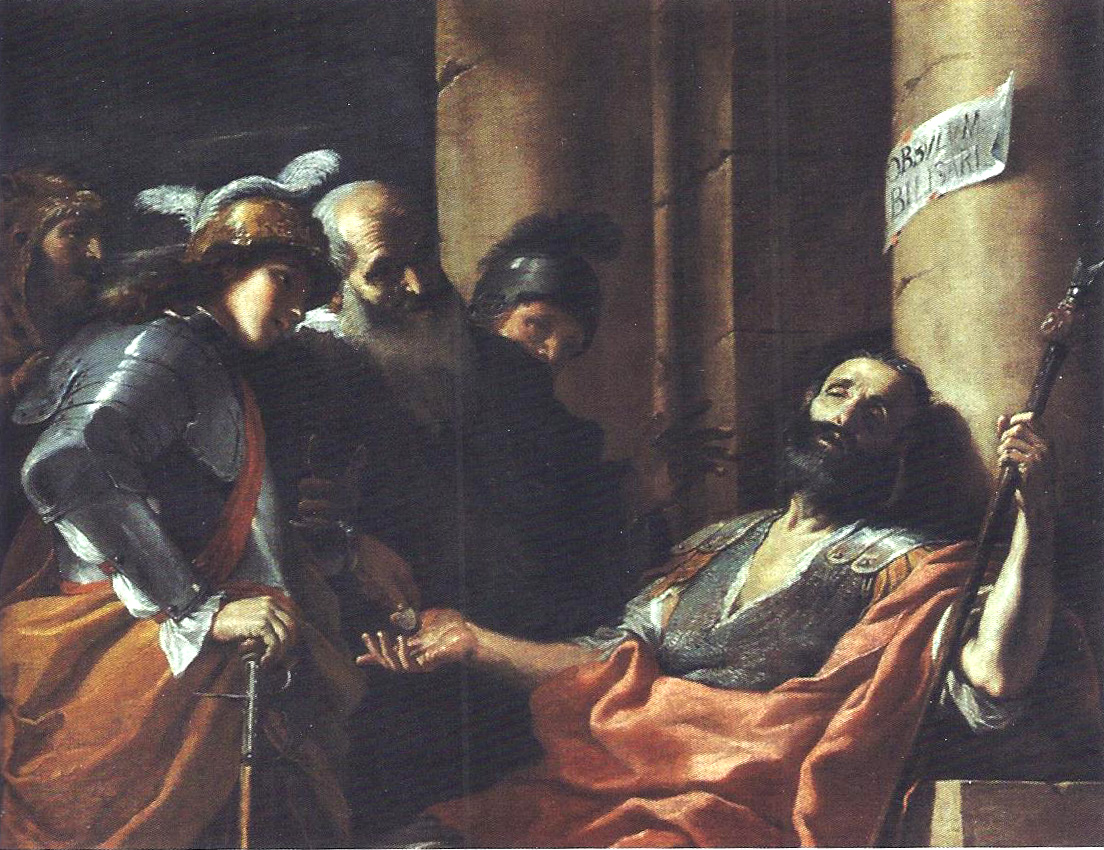
Belisario recibe limosna, 1665-1669, Museo Boijmans Van Beuningen, Rotterdam
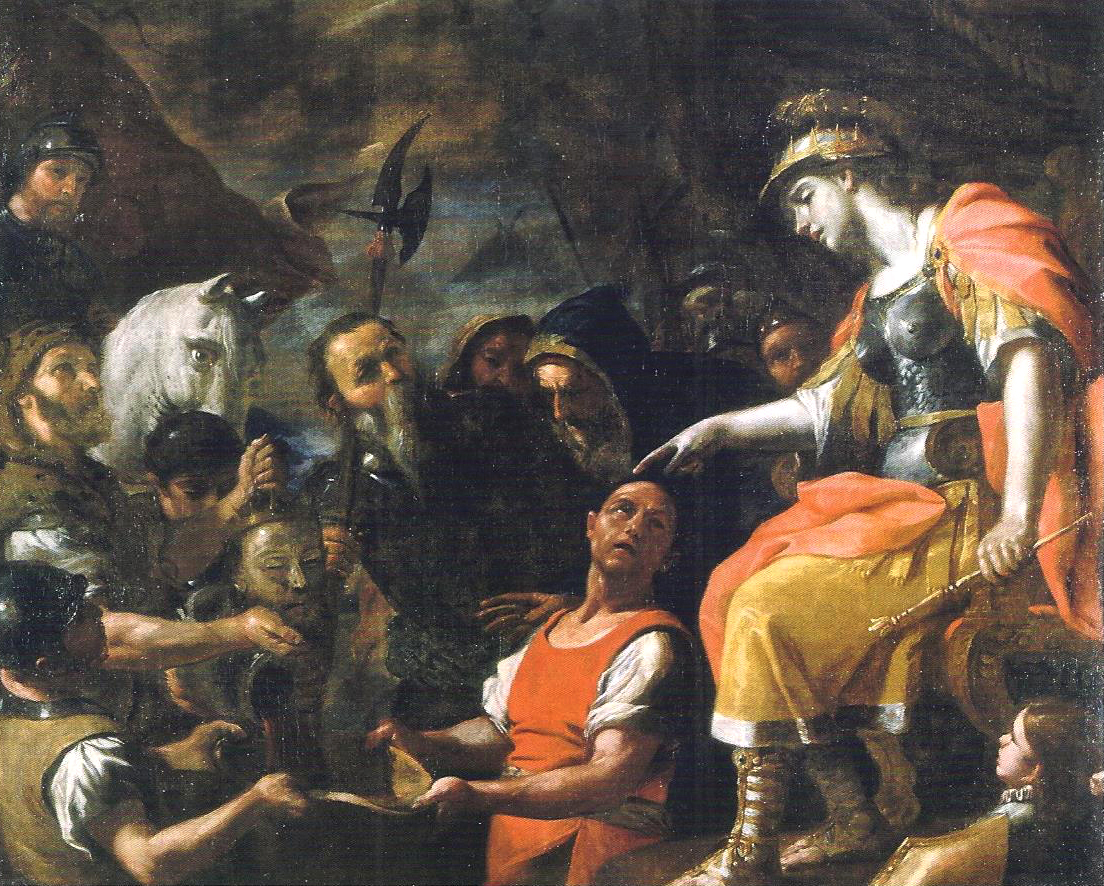
Tomiri hunde la cabeza de Ciro en una piel de sangre, 1685-1689, Museo del Louvre, Paris